# Love Child (album Diana Ross & The Supremes)
Love Child è un album del gruppo musicale femminile R&B statunitense Diana Ross & The Supremes pubblicato dalla Motown Records nel 1968.

## Tracce

### Lato A
1. Love Child (Henry Cosby, Frank Wilson, Pam Sawyer, Deke Richards, R. Dean Taylor) - 2:58
2. Keep an Eye (Nickolas Ashford, Valerie Simpson) – 3:08
3. How Long Has That Evening Train Been Gone (Sawyer, Wilson) – 2:48
4. Does Your Mama Know About Me (Tom Baird, Tommy Chong) – 2:54
5. Honey Bee (Keep on Stinging Me) (Janie Bradford, Debbie Dean, Richards) – 2:22
6. Some Things You Never Get Used To (Ashford, Simpson) – 2:25

### Lato B
1. He's My Sunny Boy (Smokey Robinson) – 2:22
2. You've Been So Wonderful to Me (Anna Gordy Gaye, George Gordy, Allen Story) – 2:34
3. (Don't Break These) Chains of Love (George Beauchamp, Harvey Fuqua, Johnny Bristol) – 2:25
4. You Ain't Livin' Till You're Lovin' (Ashford, Simpson) – 2:44
5. I'll Set You Free (Gwen Fuqua, B. Gordy, Ivy Jo Hunter, Renee Tener) – 2:40
6. Can't Shake It Loose (Sidney Barnes, George Clinton, Joanne Jackson, Rose Marie McCoy) – 2:09

## Singoli
- Some Things You'll Never Get Used To/You've Been So Wonderful to Me (Motown 1126, 1968)
- Love Child/Will This Be the Day (Motown 1135, 1968)

## Classifiche
| Classifica(1968)                | Posizione più alta |
| U.S. Billboard 200              | 14                 |
| U.S. Billboard R&B Albums Chart | 3                  |
| Official Albums Chart           | 8                  |